# Javier Pereira
Javier Pereira Collado (Madrid, 5 de novembro de 1981) é um ator espanhol. Em 2014, ganhou o Prêmio Goya de melhor ator revelação pelo seu papel no filme Stockholm.